# Kuma-klasse
De Kuma-klasse (Japans: 球磨型軽巡洋艦, Romaji: Kuma gatakeijun'yōkan) bestaat uit vijf lichte kruisers die dienden in de Japanse Keizerlijke Marine. De schepen van de Kuma-klasse hebben aan meerdere operaties in de Tweede Wereldoorlog deelgenomen.

## Achtergrond
Ondanks het succes van de Tenryū-klasse lichte kruisers, realiseerde de Japanse marine dat deze schepen geen partij waren voor de Amerikaanse Omahaklasse en de Nederlandse Javaklasse. Zo waren de schepen van de Tenryū-klasse langzamer en hadden ze minder wapens, die ook van een kleiner kaliber waren.
Daarop besloot de Japanse marine om vijf zwaarder bewapende schepen te maken, genaamd: Kuma (球磨), Tama (多摩), Kitakami (北上), Ōi (大井) en Kiso (木曾), de schepen van de Kuma-klasse. De taak van deze schepen was het torpederen van vijandige schepen in de nacht, waardoor deze schepen zonken of verlamd raakten. Zwaardere schepen, zoals slagschepen, zouden de verlamde vijand uitschakelen.

## Ontwerp
De Kuma-klasse bleek revolutionair. Opvolgende Japanse lichte kruisers werden gebaseerd op het ontwerp van deze klasse. De voortstuwing van de Kuma-klasse bestond uit vier Gihon-turbinemotoren en twaalf ketels. Dit gaf de schepen een kracht van 90.000 pk, wat omgerekend 67.000 kW is. Tien ketels werden gestookt met zware stookolie en twee op kolen. Hiermee konden de schepen een topsnelheid halen van 36 knopen en, varende met een snelheid van 10 knopen, een afstand van 17.000 km.'
De schepen waren bewapend met zeven 140mm-kanonnen, twee 80mm-kanonnen, acht 533mm-torpedobuizen, 6,5mm-machinegeweren en 48 dieptebommen. De schepen werden tijdens hun diensttijd meerdere keren gemodificeerd.

### Modificaties tijdens dienstperiode
In 1931-1932 werd op de Kuma en Tama een katapult voor watervliegtuigen geplaatst, zodat de schepen beter geschikt werden voor verkenningstaken.
In 1933-1934 werden de schepen gerenoveerd. Er werd pantser toegevoegd op bepaalde plekken en er werd een commandotoren geplaatst.
In 1941 is het 80mm-geschut vervangen door twee dubbelloops 25mm-luchtdoelkanonnen en zijn de 6,5mm-machinegeweren vervangen door 7,7mm-machinegeweren. De Ōi en Kitakami werden veranderd in torpedokruisers. Hun achterste kanonnen werden vervangen door torpedobuizen.
In 1942 werden de Ōi en de Kitakami veranderd in snelle transportschepen. Hun torpedobuizen werden vervangen door landingsschepen.
In 1943-1944 werden de Kiso, de Tama en de Kitakami uitgerust met radar en kregen de Kiso en Tama 120mm-kanonnen.

## Inzet

### Kuma
De Kuma was actief tijdens de landingen van Japanse troepen in de Filipijnen in de eerste fasen van de Tweede Wereldoorlog en bleef daar als lokale inzetmogelijkheid. In 1942 speelde het schip een rol in de verovering van Nederlands-Indië, waar het niet veel actie zag. Op 10 maart 1944 werd het schip tot zinken gebracht door HMS Tally-Ho.

### Kitakami
De Kitakami kwam voor het eerst in actie in de Tweede Wereldoorlog bij de Slag bij Midway. Later werd het schip gebruikt als snel transportschip. Op 27 januari 1944 raakte het schip zwaar beschadigd door toedoen van HMS Templar, daarna werd het in Japan gerepareerd. Het schip is het enige schip van de Kuma-klasse dat de Tweede Wereldoorlog heeft overleefd.

### Tama
De Tama nam deel aan de Slag om de Aleoeten en daarna aan de Slag om de Komandorski-eilanden, waar het niet vaak in actie kwam. Vanaf 1943 werd het schip gebruikt als snel transportschip. In 1944 participeerde het schip aan de Slag in de Golf van Leyte. Daar werd het ernstig beschadigd door vliegtuigen van de United States Navy en op de terugweg naar Japan werd het tot zinken gebracht door een Amerikaanse onderzeeboot.

### Ōi
De Ōi werd voor het eerst ingezet in de Tweede Wereldoorlog bij de Slag bij Midway. Daarna werd het schip gebruikt als snel transportschip en kwam het niet vaak meer in actie. Het schip werd getorpedeerd op 10 september 1944.

### Kiso
De Kiso werd voor het eerst ingezet in de Tweede Wereldoorlog bij de Slag om de Aleoeten, waar het niet veel actie zag. In 1943 werd het schip gebruikt als snel transportschip. In 1944 nam het schip deel aan de Slag in de Golf van Leyte, daarna voerde het patrouilletaken uit in de Filipijnen. Op 13 november 1944 werd het schip tot zinken gebracht door vliegtuigen van de United States Navy.